# Scopelosaurus
Scopelosaurus es un género de peces de la familia Notosudidae. Fue descrito por Pieter Bleeker en 1860.

## Especies
- Scopelosaurus adleri (Fedorov, 1967)
- Scopelosaurus ahlstromi Bertelsen, G. Krefft y N. B. Marshall, 1976
- Scopelosaurus argenteus Maul, 1954
- Scopelosaurus craddocki Bertelsen, G. Krefft y N. B. Marshall, 1976
- Scopelosaurus gibbsi Bertelsen, G. Krefft y N. B. Marshall, 1976
- Scopelosaurus hamiltoni Waite, 1916
- Scopelosaurus harryi Mead, 1953 (Scaly paperbone)
- Scopelosaurus herwigi Bertelsen, G. Krefft y N. B. Marshall, 1976
- Scopelosaurus hoedti Bleeker, 1860
- Scopelosaurus hubbsi Bertelsen, G. Krefft y N. B. Marshall, 1976
- Scopelosaurus lepidus G. Krefft y Maul, 1955
- Scopelosaurus mauli Bertelsen, G. Krefft y N. B. Marshall, 1976
- Scopelosaurus meadi Bertelsen, G. Krefft y N. B. Marshall, 1976
- Scopelosaurus smithii B. A. Bean, 1925